# Canuella furcigera
Canuella furcigera är en kräftdjursart som beskrevs av Georg Ossian Sars 1903. Canuella furcigera ingår i släktet Canuella och familjen Canuellidae. Arten är reproducerande i Sverige. Inga underarter finns listade i Catalogue of Life.